# Archäologische Fenster in Aachen

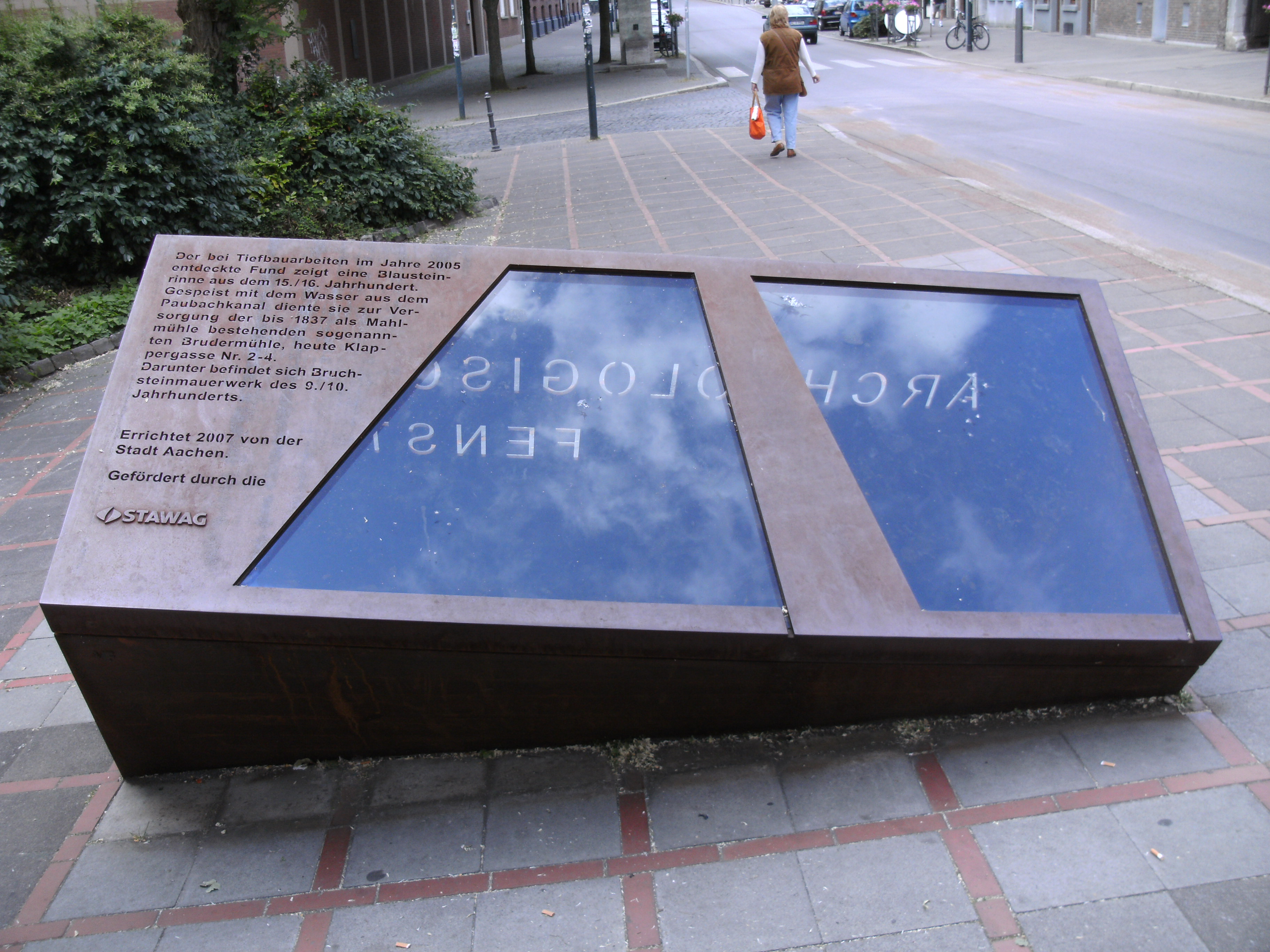
Archäologisches Fenster Ecke Jakobstraße – Klappergasse

Die Archäologischen Fenster in Aachen sind Schaukästen oder Sichtfenster im öffentlichen Raum der Aachener Altstadt oder in zumindest zeitweilig öffentlich zugänglichen oder einsehbaren Gebäuden, in denen historisch bedeutende archäologische Funde der Aachener Stadtgeschichte am Ort ihres Auffindens betrachtet werden können.

## Allgemeiner Überblick
Um archäologisch interessante Strukturen, die nicht ohne Zerstörung aus dem Boden gehoben werden können oder deren Bergung einen sehr großen Aufwand bedeutet, trotzdem einem breiten Publikum präsentieren zu können, wurden in Aachen mehrere archäologische Fenster eingerichtet. Dies sind Schaukästen oder Sichtfenster, die die Objekte vor Witterungseinflüssen schützen, dem Betrachter aber einen visuellen Zugang gewähren. Die in diesen Fenstern ausgestellten Objekte sind mehrheitlich als Bodendenkmäler unter Denkmalschutz gestellt worden. Die in den Gehweg der Rennbahn eingelassenen ehemaligen Abdeckplatten des Paukanals haben keine Abdeckung oder anderen Schutz.

## Beschreibungen der einzelnen Fenster

### Archäologische Fenster der Stadt Aachen

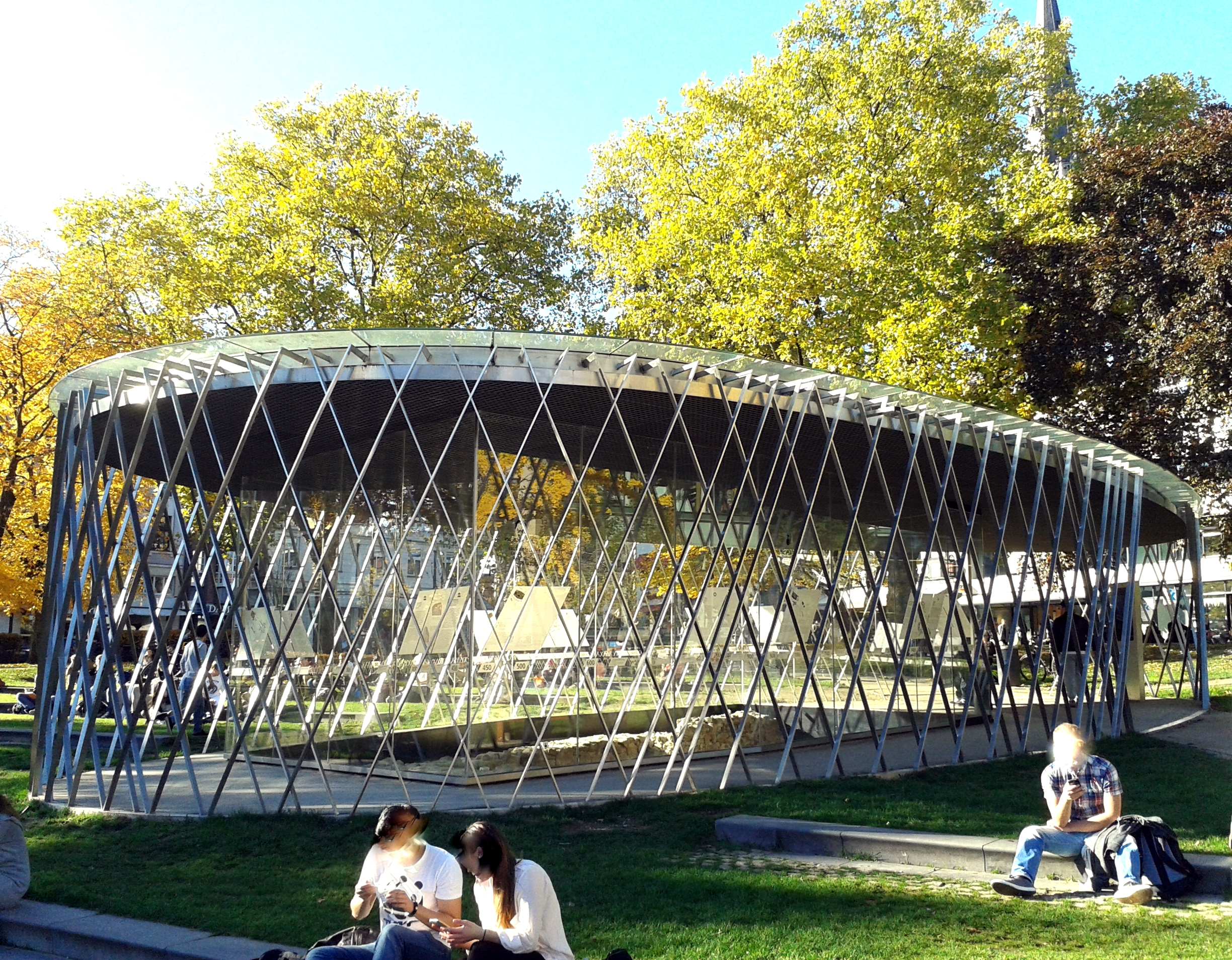
Die archäologische Vitrine im Elisengarten

Städtische archäologische Fenster gibt es im Dom, am Aachener Rathaus, im Elisengarten hinter dem Elisenbrunnen, der Klappergasse, der Rennbahn, und am Templergraben.  Die Schaukästen wurden von verschiedenen Sponsoren finanziert und der Stadt Aachen gestiftet.
- Aachener Dom (Standort) Das Oktogon der Pfalzkapelle wurde auf den Ruinen römischer Bauten errichtet, wahrscheinlich eine Therme und eine angeschlossene Herberge. Das archäologische Fenster im Dom zeigt Teile des Fundaments der Pfalzkapelle, eine römische Fußbodenheizung (Hypokaustum) und einen römischen Abwasserkanal, die Teile der Badeanlage waren und jetzt Teile des Fundaments des Aachener Doms sind. Ein weiteres Fenster im Dom liegt hinter der rechten Eingangssäule des Oktogons, wo man einen Teil des ursprünglichen Bodenbelags sehen kann, der während der Renovierung der letzten Jahre freigelegt wurde.
- Aachener Rathaus (Standort) An der linken Rathausseite direkt neben dem Eingang zum Ratskeller sind in einem Fenster Abschnitte der karolingischen Grundmauern des Rathauses zu sehen, die um das Jahr 800 gefertigt wurden. Auch die Wiederverwendung älterer Steine wie einen römischen Grabstein ist zu erkennen. Der noch vorhandene Mörtel ist durch Ziegelmehl rötlich gefärbt. Das Ziegelmehl wurde dem Mörtel zugemischt, um eine bessere Stabilität zu gewährleisten.
- Elisengarten (Standort) Das Gebiet um Aachen ist seit der Jungsteinzeit besiedelt. In einer 160 m² großen archäologischen Vitrine im Elisengarten werden über 5000 Jahre Stadtgeschichte präsentiert, indem mehrere Grabungsstufen, von steinzeitlichen und keltischen Funden über solche aus der Römerzeit, der karolingischer Zeit, dem Mittelalter bis hin zu neuzeitlichen Details präpariert wurden.[8]

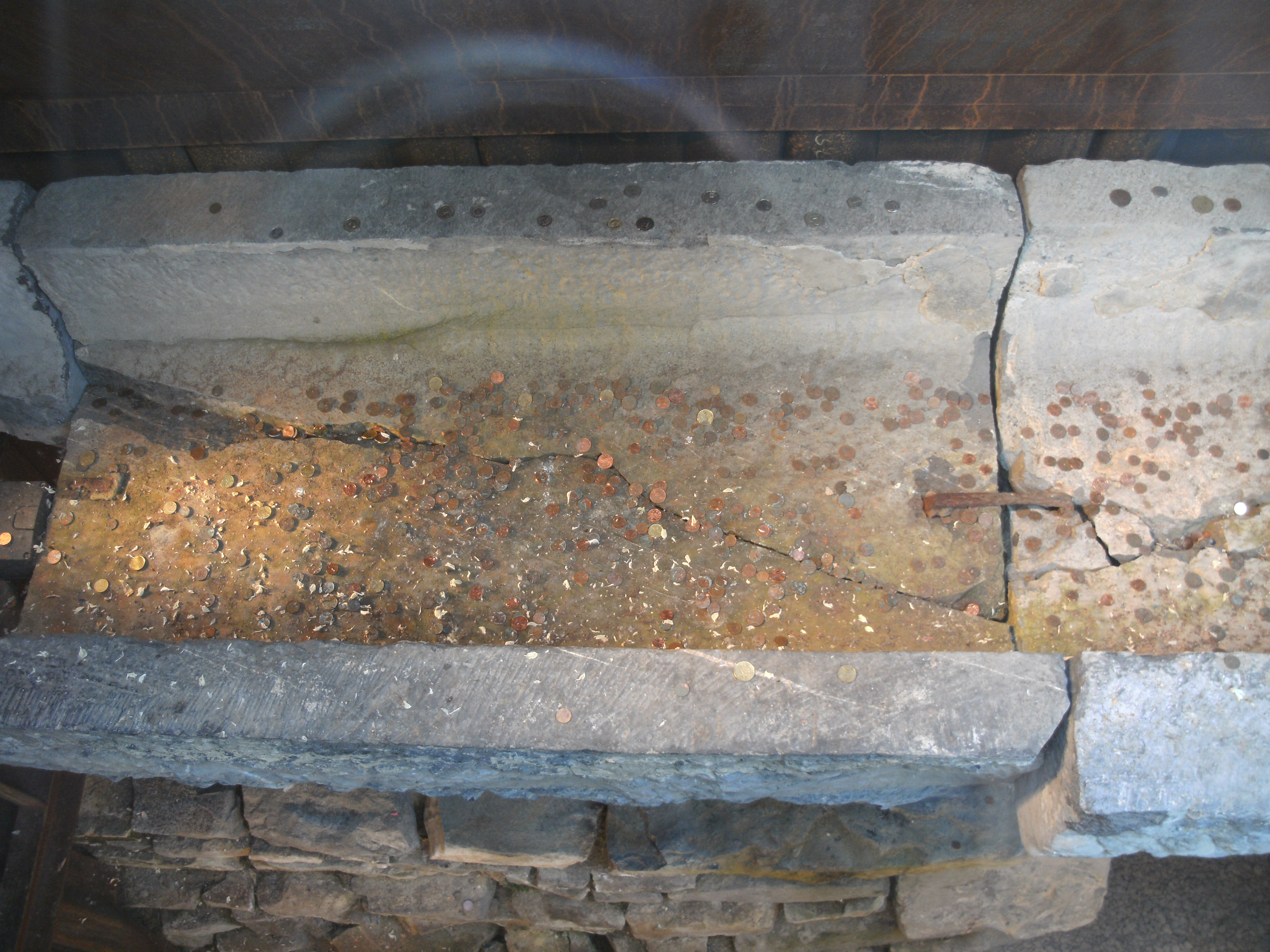
Paukanal in der Klappergasse

- Klappergasse (Standort) Das Fenster in der Klappergasse an der Ecke zur Jakobstraße zeigt Teile eines mittelalterlichen Kanals, der aus Blaustein gefertigt wurde. Er führte das Wasser der Pau zu einer Getreidemühle, der  Brudermühle, die der Gemeinschaft der Stiftsherren des Marienstiftes gehörte. Der Kanal ist wiederum auf einer Mauer gebaut, die zu einem Bau gehört, der wahrscheinlich im 9./10. Jahrhundert errichtet wurde. Über diesen Bau liegen keine näheren Kenntnisse vor.
- Rennbahn (Standort) In der Rennbahn verdeutlichen in den Fußweg eingelassene Platten den historischen Verlauf der Pau, die seit dem Mittelalter kanalisiert war.
- Templergraben (Standort) Kaiser Friedrich I., genannt Barbarossa, veranlasste im Jahr 1171 den Bau einer Stadtmauer, die heute als Barbarossamauer bekannt ist. Die Konstruktion und Ausführung waren beim Bau auf der Höhe der Zeit und die Wehranlagen Aachens gehörten zu den damals modernsten. Am Templergraben gegenüber der Zentralbibliothek der RWTH Aachen sind Teile des Fundaments davon zu sehen.

### Archäologische Fenster in Privatbesitz

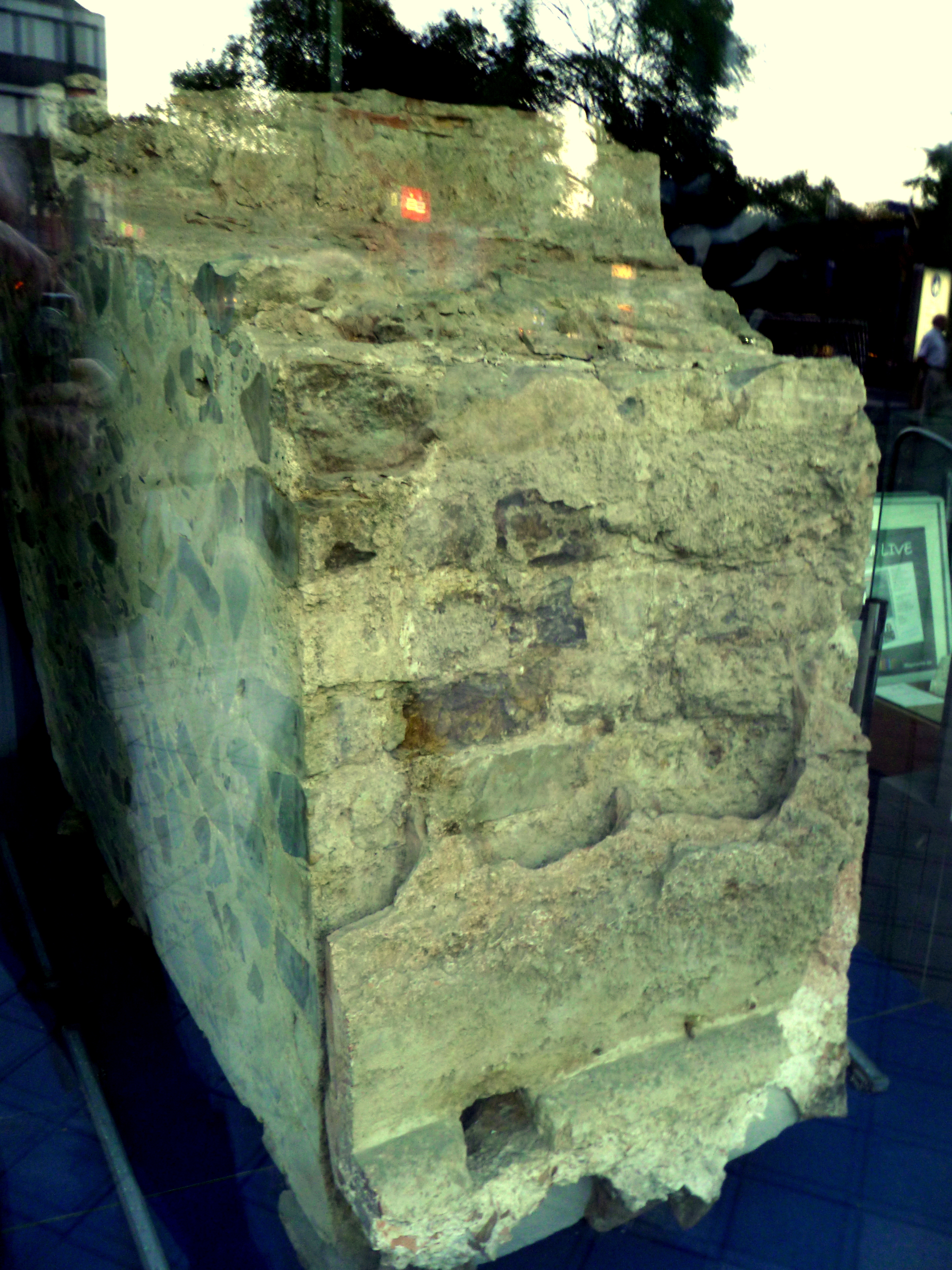
Apsis der römischen Bücheltherme im Schaufenster der Mayerschen Buchhandlung

Weitere archäologische Fenster gibt es in privaten Gebäuden. Sie sind jedoch zumindest zeitweise der Öffentlichkeit zugänglich oder von außen einsehbar.
- Buchkremerstraße 1–7 (Standort) Teile der alten Bücheltherme sind in einem Schaufenster der Mayerschen Buchhandlung neben dem Haupteingang ausgestellt. Es handelt sich dabei um ein 18 Tonnen schweres, zwei Meter hohes und 2,60 m langes und 1,20 m breites Teil einer römischen Apsis der ehemaligen Therme. Von vorne gut sichtbar ist das raue Mauerwerk aus Grauwacke und Kalkmörtel.[9]
- Büchel 10 (Standort) In dem sogenannten Büchelpalais, befindet sich unter einer Glasabdeckung eine freigelegte mittelalterliche Wasserleitung, über deren Alter und Zweck noch spekuliert wird. Möglicherweise diente sie der Wasserzufuhr für eine Wollküche, die zwischen dem 14. und 17. Jahrhundert in diesem Haus betrieben wurde. Nachdem etwa ab 1685 das Haus als Kornhalle genutzt wurde, was eher trockene Verhältnisse bedingte, muss die Wasserleitung offensichtlich stillgelegt worden sein. Erst durch Umbauarbeiten im Jahr 2006 wurde sie wiederentdeckt und kann heute in den dortigen Geschäftsräumen während der Öffnungszeiten besichtigt werden.[10]
- Markt 46  (Standort) Im Untergeschoss eines Restaurants im Haus Markt 46 sind unter einer Glasplatte Reste eines alten römischen Wehrturmes zu sehen, der zu einer Wehranlage gehörte, die fast kreisförmig den heutigen Markthügel umschloss und mit 12 bis 15 Türmen ausgestattet war. In einigen Bereichen ist die Mauer mehr als vier Meter dick und von äußerst harter Substanz. In Zusammenhang mit anderen Funden im Marktbereich und der näheren Umgebung kann davon ausgegangen werden, dass das Bodenniveau vor zweitausend Jahren um fünf Meter niedriger lag und der Markthügel mit einem römischen Kastell versehen war. Die Anlage kann zu den Öffnungszeiten des Restaurants besichtigt werden.[11]
- Ursulinerstraße 7/9 (Standort) Durch eine in den Boden gelassenen Glasplatte im Erdgeschoss des Geschäftsbäudes (zur Zeit der Errichtung des Fensters ein Drogeriemarkt) sind Reste einer römischen Mauer zu sehen, die einst den bedeutendsten Platz im Zentrum von Aquae Granni begrenzte. Die zugehörige Säulenarchitektur wurde als Kopie Am Hof aufgestellt.[12]

## Bildergalerie

Auswahl Archäologischer Fenster in Aachen
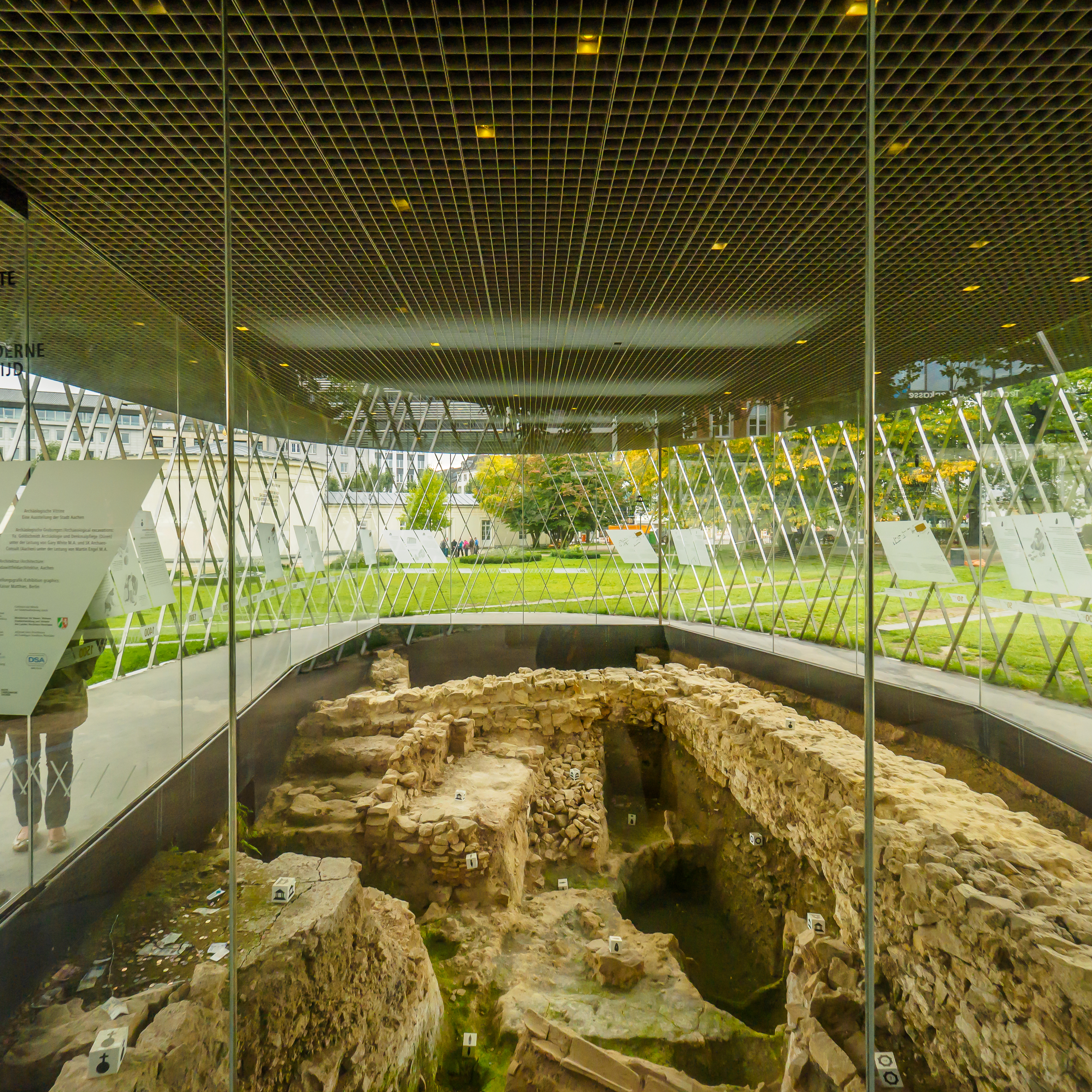
Blick in die archäologische Vitrine im Elisengarten
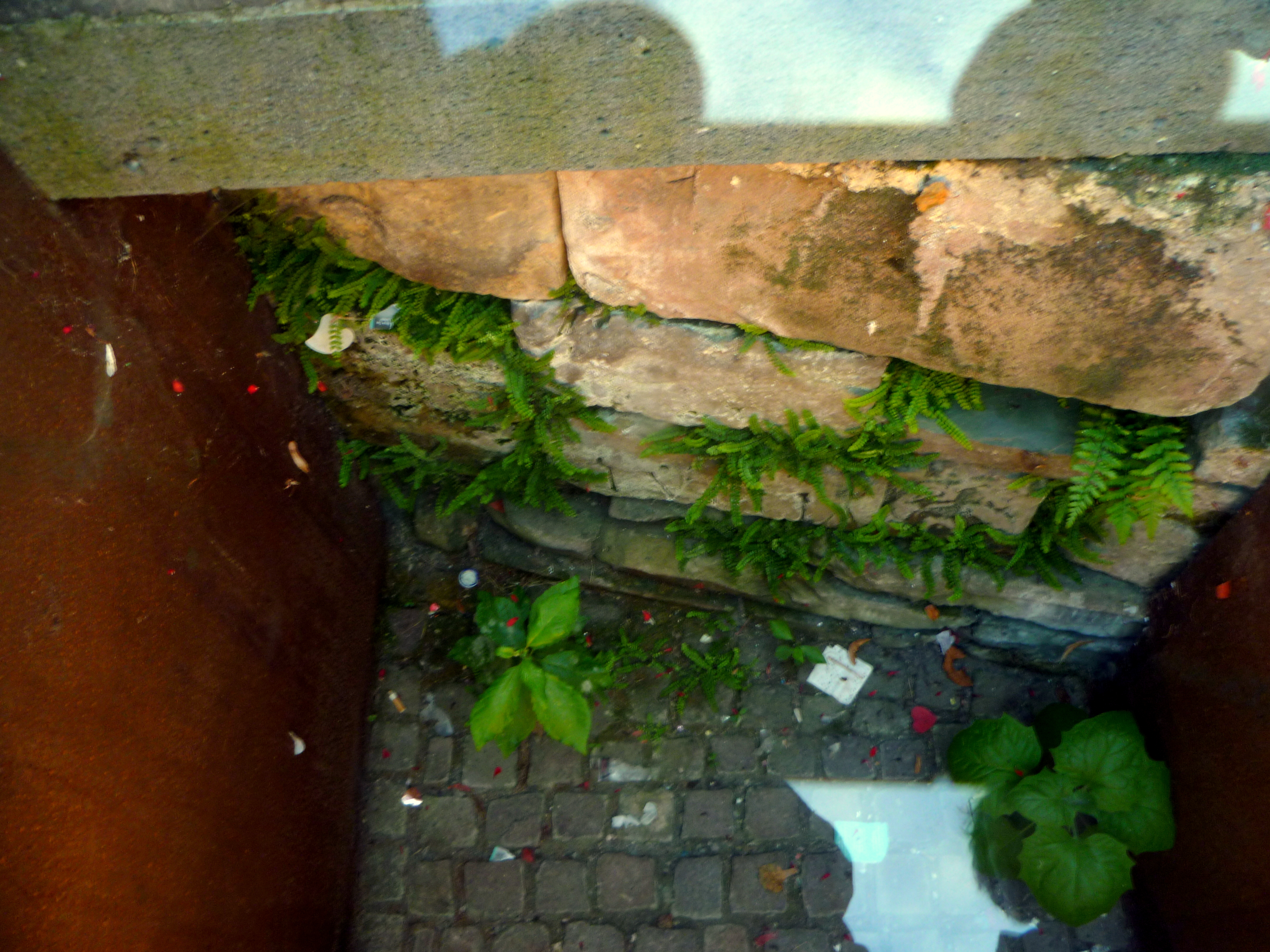
Karolingische Grundmauer vor dem Rathaus
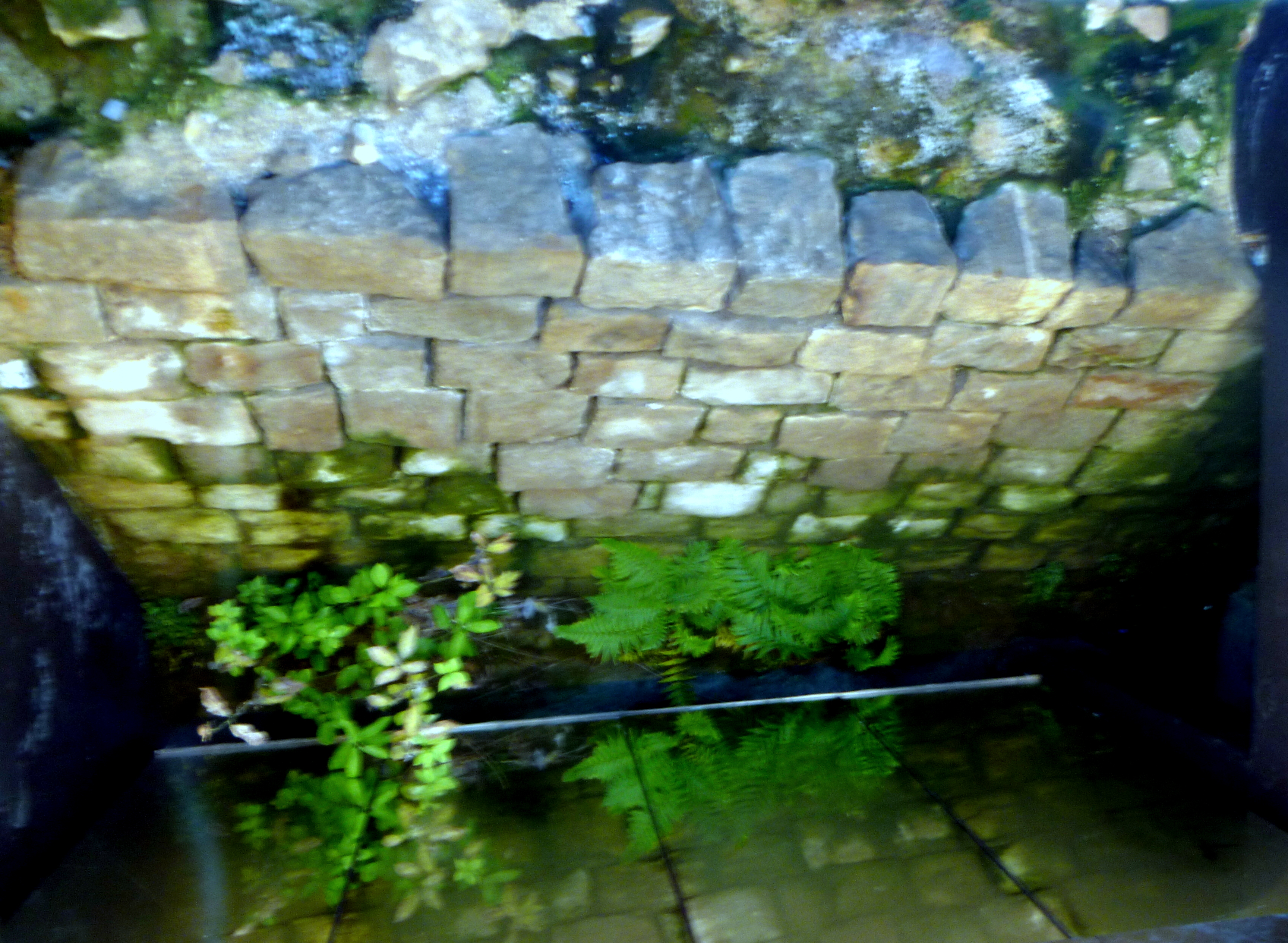
Teil der Barbarossamauer auf dem Templergraben
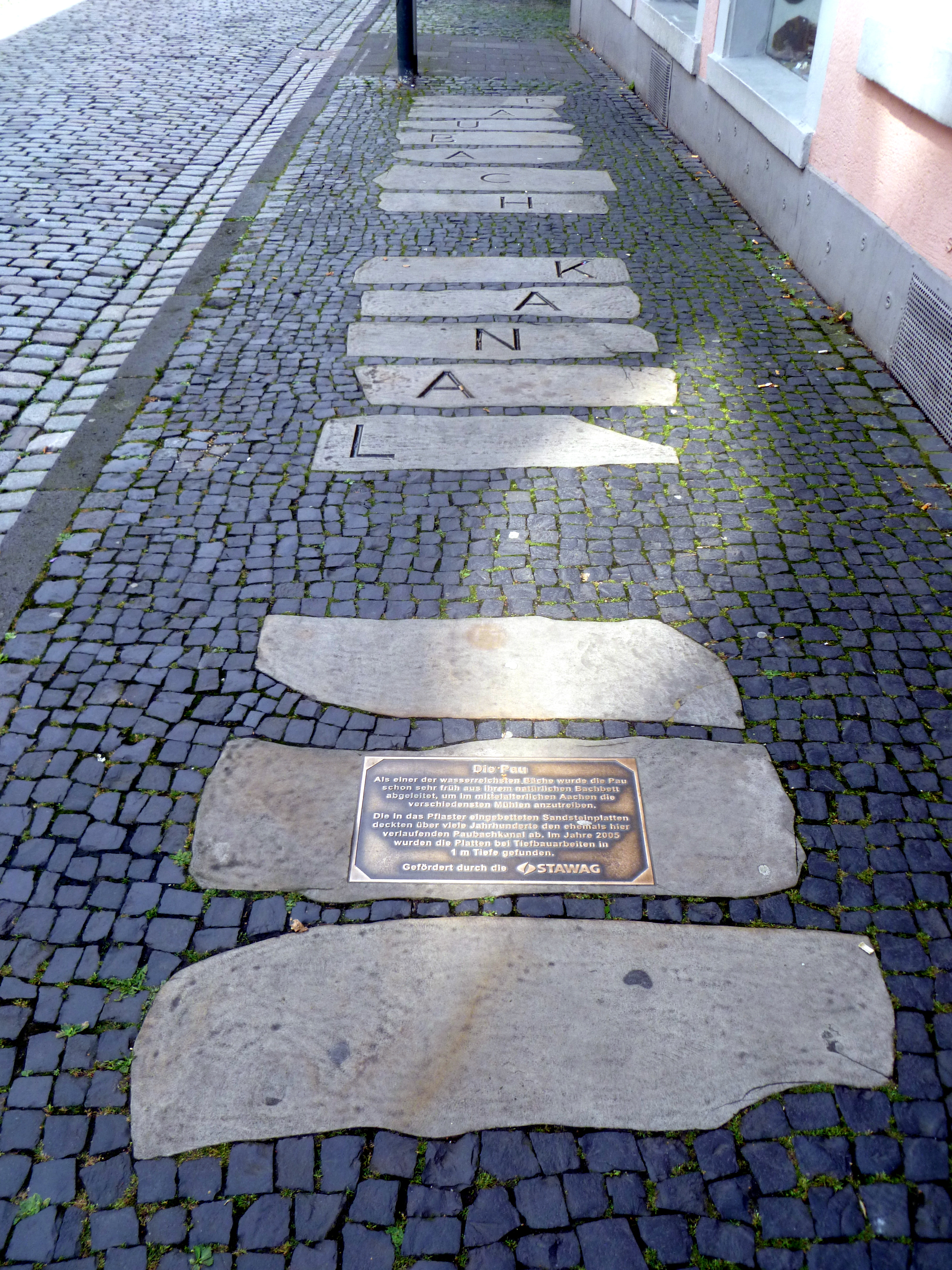
Ehemaliger Verlauf des Paukanals in der Rennbahn
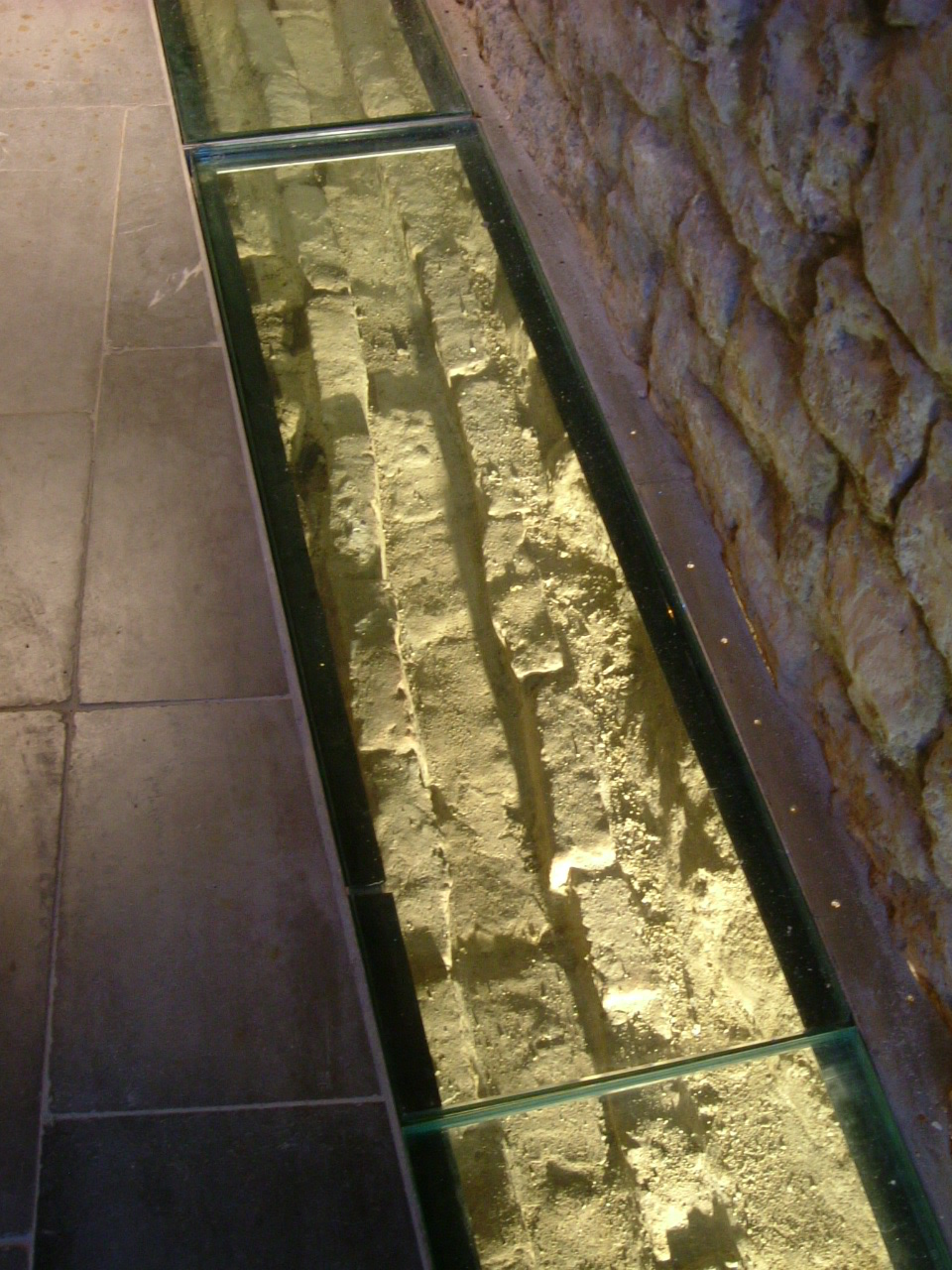
Mittelalterliche Wasserleitung Büchelpalais